# Save Me (série télévisée)
Pour les articles homonymes, voir Save Me.
Save Me est une série télévisée américaine en treize épisodes de 23 minutes créée par John Scott Shepherd dont seulement sept épisodes ont été diffusés entre le 23 mai 2013 et le 13 juin 2013 sur le réseau NBC aux États-Unis et en simultané sur le réseau Global au Canada.
Cette série est inédite dans tous les pays francophones.

## Synopsis
Après avoir vécu une "expérience de mort imminente" (s'étouffer en mangeant un sandwich), une femme de banlieue du Midwest, Beth, pense qu'elle a une connexion directe avec Dieu.

## Distribution
- Anne Heche : Beth Harper
- Michael Landes : Tom Harper, mari de Beth
- Alexandra Breckenridge : Carly Brugano, maîtresse de Tom
- Heather Burns : Jenna Derring
- Madison Davenport : Emily Harper, fille de Beth
- Lamman Rucker (en) : Dr John Wilkins
- Stephen Schneider : Pete Dennings (3 épisodes)

## Production

### Développement
Le développement de la série a débuté en septembre 2011. Le pilote a été commandé en janvier 2012.
Le 7 mai 2012, NBC a commandé la série pour la saison 2012-2013, et a annoncé 6 jours plus tard que la série sera diffusée à la mi-saison.
Le 11 janvier 2013, la showrunner Alexa Junge a quitté le projet après que seulement deux épisodes aient été tournés. NBC n'était pas satisfait de la direction créative de la série. Conséquemment, malgré le fait que 13 épisodes ont été tournés, seuls le pilote et les six derniers épisodes produits ont été diffusés.

### Casting
Les rôles ont été attribués dans cet ordre : Anne Heche, Michael Landes et Alexandra Breckenridge, Heather Burns et Lamman Rucker et Madison Davenport. Stephen Schneider a ensuite été ajouté comme acteur récurrent.

## Épisodes
1. titre français inconnu (The Book of Beth)
2. titre français inconnu (Take It Back)
3. titre français inconnu (WWJD)
4. titre français inconnu (Heal Thee)
5. titre français inconnu (Whatever the Weather)
6. titre français inconnu (Heavenly Hostess)
7. titre français inconnu (Holier Than Thou)

## Réception
Le pilote a attiré 3,18 million de téléspectateurs (cote de 0.7/3 parmi les 18 à 49 ans) et le deuxième épisode diffusé immédiatement après a été suivi par 2,93 million de téléspectateurs (cote de 0.7/2 parmi les 18 à 49 ans).